# Heilig Kreuz (Hamm-Bossendorf)

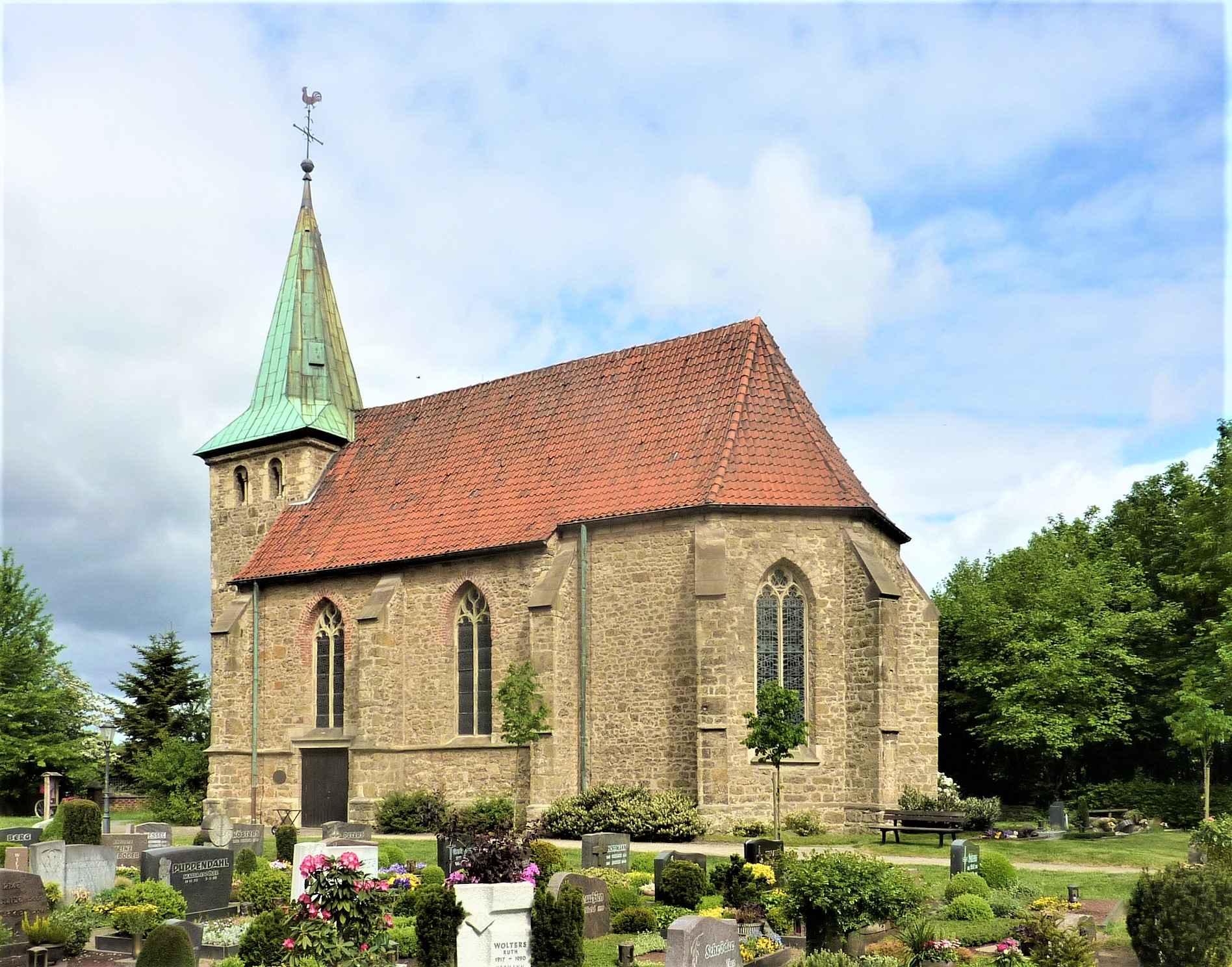
Heilig Kreuz (Hamm-Bossendorf)

Die römisch-katholische, denkmalgeschützte Kirche Heilig Kreuz steht in Hamm-Bossendorf, einem Ortsteil der Stadt Haltern am See im Kreis Recklinghausen von Nordrhein-Westfalen. Sie gehört zur Pfarrei St. Sixtus Haltern am See im Kreisdekanat Recklinghausen des Bistums Münster.

## Beschreibung
Die gotische Saalkirche aus Bruchsteinen wurde durch Erweiterung und Umbau eines romanischen Vorgängers im 14. Jahrhundert errichtet. Sie besteht aus einem Langhaus und einem eingezogenen Chor mit Fünfachtelschluss im Osten, deren Wände von Strebepfeilern gestützt werden, und einem Kirchturm im Westen, der mit einem achtseitigen Knickhelm bedeckt ist. Hinter seinen als Biforien gestalteten Klangarkaden befindet sich der Glockenstuhl. Der Innenraum wurde 1987/88 mit einer Holzbalkendecke überspannt.